# الرياضيون الأولمبيون المستقلون في الألعاب الأولمبية
تنافس بعض الرياضيون كلاعبين أولمبيين مستقلين في الألعاب الأولمبية لأسباب مختلفة، بما في ذلك الانتقال السياسي ، والعقوبات الدولية ، وإيقاف اللجان الأولمبية الوطنية، والتعاطف. جاء الرياضيون المستقلون من جمهورية مقدونيا الشمالية وتيمور الشرقية وجنوب السودان وكوراساو عقب التغيرات الجيوسياسية في السنوات التي سبقت الألعاب الأولمبية، من جمهورية يوغوسلافيا الاتحادية ( الجبل الأسود وصربيا حاليًا ) نتيجة العقوبات الدولية، من الهند والكويت بسبب تعليق اللجان الأولمبية الوطنية، وروسيا بسبب انتهاكات جماعية لقواعد مكافحة المنشطات .
فاز الأولمبيون المستقلون بالميداليات في أولمبياد الصيفية لدورتي 1992 و 2016 ، و في المرتين في منافسات الرماية. لم تكن اصطلاحات التسمية ورمز الدولة لهؤلاء الرياضيين المستقلين متسقة. بارالمبيون مستقلون شارك في الألعاب البارالمبية للأسباب نفسها التي شارك فيها الرياضيون المستقلون.

## تاريخ
قبل ألعاب 1906 Intercalated ، لم يكن الدخول مقيدًا بالفرق التي رشحتها اللجان الأولمبية الوطنية (NOCs). تنافست فرق مختلطة الجنسيات في بعض فعاليات الفرق. يُنسب المشاركون في الفعاليات الفردية بأثر رجعي إلى جنسيتهم في ذلك الوقت.
تم نقل دورة الألعاب الأولمبية الشتوية لعام 1940 إلى جارمش بارتنكيرشن في ربيع عام 1939. بالتنسيق مع مطالبات ألمانيا النازية بشأن تشيكوسلوفاكيا ، رفض المنظمون الاعتراف باللجنة الوطنية تشيكوسلوفاكيا ؛ لكنهم كانوا على استعداد للسماح للاعبيها بالدخول تحت العلم الأولمبي.  على أي حال، تم إلغاء الألعاب بسبب الحرب العالمية الثانية .
في الحرب الباردة ، لم يتمكن بعض الرياضيين الذين هاجروا من الدول الأوروبية الشيوعية من المنافسة في الأولمبياد، حيث لم تكن اللجنة الأولمبية الوطنية في دولتهم الأصلية تريدهم في فريقها الخاص ولم تمنحهم الإذن بنقل الجنسية. تقدم البعض للمنافسة كأفراد في عامي 1952 و 1956 ، لكن تم رفضهم. 
عندما انضمت غيانا إلى المقاطعة الأولمبية لعام 1976 ، طلب عداءها جيمس جيلكس من اللجنة الأولمبية الدولية السماح لها بالمنافسة كفرد، لكن تم الرفض.   
وضعت اللجنة الأولمبية الدولية لأول مرة أحكامًا للرياضيين للتنافس تحت العلم الأولمبي في فترة السابقة لانعقاد دورة الألعاب الأولمبية الصيفية لعام 1980 في موسكو . كانت بعض اللجان الأولمبية الوطنية، ومعظمها من أوروبا الغربية، ترغب في حضور الألعاب على الرغم من دعم حكوماتها للمقاطعة التي تقودها الولايات المتحدة احتجاجًا على الغزو السوفيتي لأفغانستان . ترددت اللجان الأولمبية الوطنية في استخدام الرموز الوطنية دون موافقة الحكومة، لذلك خففت اللجنة الأولمبية الدولية من هذا المطلب: تنافست 14 لجنة أولمبية تحت العلم الأولمبي، بينما تنافست ثلاث، وهي نيوزيلندا وإسبانيا والبرتغال، تحت علم كل منها.   

## دورة الالعاب الاولمبية الشتوية والصيفية 1992

### المشاركون الأولمبيون المستقلون
خلال دورة الألعاب الأولمبية الصيفية لعام 1992 ، تنافس رياضيون من جمهورية يوغوسلافيا الاتحادية وجمهورية مقدونيا كمشاركين أولمبيين مستقلين. لا يمكن للرياضيين المقدونيين الظهور تحت علمهم لأن اللجنة الأولمبية الوطنية (NOC) لم يتم تشكيلها. كانت جمهورية يوغوسلافيا الاتحادية ( صربيا والجبل الأسود ) تخضع لعقوبات الأمم المتحدة التي منعت البلاد من المشاركة في الألعاب الأولمبية. ومع ذلك، سُمح للرياضيين اليوغوسلافيين الأفراد بالمشاركة كمشاركين أولمبيين مستقلين. تنافس 58 رياضيًا كمشاركين أولمبيين مستقلين، وفازوا بثلاث ميداليات.
| وسام    | اسم               | الجنسية                      | الألعاب      | الرياضة | الأحداث                   |
| ------- | ----------------- | ---------------------------- | ------------ | ------- | ------------------------- |
| فضية    | Jasna Šekarić     | جمهورية يوغوسلافيا الاتحادية | 1992 برشلونة | الرماية | المرأة 10 م مسدس الهواء   |
| برونزية | Aranka Binder     | جمهورية يوغوسلافيا الاتحادية | 1992 برشلونة | الرماية | المرأة 10 م بندقية الهواء |
| برونزية | Stevan Pletikosić | جمهورية يوغوسلافيا الاتحادية | 1992 برشلونة | الرماية | الرجال 50 م بندقية عرضة   |

### فريق موحد
تنافس الاتحاد السوفيتي السابق تحت العلم الأولمبي في دورة الألعاب الأولمبية الشتوية لعام 1992 والألعاب الأولمبية الصيفية لعام 1992 كفريق موحد .

## دورة الالعاب الاولمبية الصيفية 2000
في الألعاب الأولمبية الصيفية لعام 2000 ، تنافس أربعة رياضيين من تيمور الشرقية كلاعبين أولمبيين فرديين أثناء انتقال البلاد إلى الاستقلال.

## أولمبياد صيف 2012
تنافس أربعة رياضيين كرياضيين أولمبيين مستقلين في دورة الألعاب الأولمبية الصيفية لعام 2012 .
بعد حل جزر الأنتيل الهولندية والانسحاب اللاحق للجنة الأولمبية الوطنية في البلاد، سُمح لثلاثة رياضيين من البلاد تأهلوا للألعاب بالتنافس بشكل مستقل. تنافس العديد من الرياضيين أيضا مع كل من بعثات أروبا أو هولندا .
لم يتم إنشاء اللجنة الأولمبية الوطنية لجنوب السودان بين تشكيل تلك الدولة وتصفيات أولمبياد 2012. تأهل أحد الرياضيين من جنوب السودان، غور ماريال، للألعاب، وسُمح له بالمنافسة كمستقل.
سُمح للرياضيين من الكويت في الأصل بالمنافسة كلاعبين أولمبيين مستقلين أيضًا، بسبب تعليق اللجنة الأولمبية الوطنية (NOC). ومع ذلك، أعيدت اللجنة الأولمبية الوطنية للسماح للرياضيين بالمنافسة تحت علمهم . تنافست الكويت تحت العلم الأولمبي في أولمبياد الشباب الصيفي 2010 والألعاب الآسيوية 2010 . 

## دورة الالعاب الاولمبية الشتوية 2014
تم تعليق الرابطة الأولمبية الهندية من اللجنة الأولمبية الدولية في ديسمبر 2012 ، بسبب مشاكل في عمليتها الانتخابية.  كان من المقرر إجراء انتخابات جديدة في 9 فبراير 2014 ، بعد يومين من بدء دورة الألعاب الأولمبية الشتوية 2014 .  لذلك، كان من المقرر أن يتنافس الرياضيون الهنود الثلاثة الذين تأهلوا للألعاب كمشاركين أولمبيين مستقلين.
في 8 و 9 فبراير، شارك Shiva Keshavan في مسابقة الزحافات وحصل على المركز 38. سينتهي به الأمر ليصبح الرياضي الوحيد الذي يشارك رسميًا كمشارك أولمبي مستقل.
في 11 فبراير 2014 ، أعادت اللجنة الأولمبية الدولية الاتحاد الأولمبي الهندي بعد التصويت لنارايانا راماشاندران، رئيس الاتحاد العالمي للاسكواش ، كرئيس جديد للاتحاد الأولمبي الهندي ، مما سمح للرياضيين المتبقيين بالمنافسة تحت العلم الهندي بدلاً من الرياضيين المستقلين. كانت هذه هي المرة الأولى التي يتم فيها إعادة لجنة وطنية أولمبية إلى وضعها السابق بينما كانت الألعاب الأولمبية جارية.  

## دورة الالعاب الاولمبية الصيفية 2016
تنافس الرياضيون الكويتيون كمستقلين، حيث تم تعليق اللجنة الأولمبية الكويتية من قبل اللجنة الأولمبية الدولية بسبب التدخل الحكومي.    كان هذا ثاني تعليق خلال خمس سنوات. أدى التعليق الأول إلى إجبار الرياضيين الكويتيين على المنافسة تحت العلم الأولمبي كرياضيين <i id="mwzQ">من الكويت</i> في دورة الألعاب الآسيوية 2010 . أصبح فهيد الديحاني أول رياضي أولمبي مستقل يفوز بميدالية ذهبية. كما هو الحال مع أصحاب الميداليات الذهبية للفريق الموحد في دورة الألعاب الأولمبية الشتوية والصيفية 1992 ، تم عزف الترنيمة الأولمبية في حفل النصر.
سُمح للاجئين بالمنافسة تحت العلم الأولمبي في دورة الألعاب الأولمبية الصيفية لعام 2016 ، تحت عنوان الفريق الأولمبي للاجئين . تنافس عشرة رياضيين من أربع دول على هذا الفريق. 
بسبب انتشار المنشطات التي تسيطر عليها الدولة في روسيا، علقت الرابطة الدولية لاتحادات ألعاب القوى اتحاد ألعاب القوى لعموم روسيا في نوفمبر 2015. ونتيجة لذلك، لن يتمكن أي رياضي روسي من المنافسة دوليًا، بما في ذلك أولمبياد 2016 ، حتى رفع التعليق. أعلن الاتحاد الدولي لألعاب القوى عن مسار للرياضيين الذين يتدربون خارج النظام الروسي ويمكن أن يثبتوا أنهم نظيفون، وكذلك أولئك الذين ساعدوا في مكافحة المنشطات، ليكونوا مؤهلين للتنافس كرياضيين محايدين في أولمبياد 2016.  تم السماح لاثنين من الرياضيين، داريا كليشينا ويوليا ستيبانوفا من المنافسة، كلاعبين مستقلين. 
على الرغم من تبرئة يوليا ستيبانوفا من قبل الاتحاد الدولي لألعاب القوى بسبب ما كشفت عنه فيما يتعلق ببرنامج المنشطات النظامي في روسيا، واعتراف اللجنة الأولمبية الدولية بـ `` مساهمتها في حماية وتعزيز الرياضيين النظيفين '' ، فقد تم حظرها من قبل اللجنة الأولمبية الدولية تماشياً مع قرار حظر جميع الرياضيين الروس. قناعات المنشطات السابقة.  كما رفضت اللجنة الأولمبية الدولية الاقتراح القائل بأن الرياضيين «المحايدين» يمكنهم التنافس خارج نطاق الاختيار الوطني.  تم تأكيد Klishina لاحقًا على أنها تتنافس تحت الألوان الروسية، وهي المنافس الوحيد في ألعاب القوى في أولمبياد 2016. 
| ميدالية | اسم                 | الجنسية | الألعاب            | الرياضة | الأحداث          |
| ------- | ------------------- | ------- | ------------------ | ------- | ---------------- |
| ذهبية   | Fehaid Al-Deehani   | الكويت  | 2016 ريو دي جانيرو | الرماية | مزدوجة للرجال فخ |
| برونزية | Abdullah Al-Rashidi | الكويت  | 2016 ريو دي جانيرو | الرماية | الرجال السكيت    |

## دورة الالعاب الاولمبية الشتوية 2018
في 5 ديسمبر 2017 ، أعلنت اللجنة الأولمبية الدولية أنه سيتم حظر روسيا من دورة الألعاب الأولمبية الشتوية 2018 بسبب برنامج المنشطات الذي ترعاه الدولة . سُمح للرياضيين الروس بالمشاركة تحت العلم الأولمبي بصفتهم «رياضيون أولمبيون من روسيا» (OAR) إذا تمت الموافقة عليهم من قبل لجنة برئاسة فاليري فورنيون ولديها ممثلون من اللجنة الأولمبية الدولية، والوكالة العالمية لمكافحة المنشطات ، و وحدة المنشطات الرياضية الحرة التابعة للرابطة العالمية للاتحادات الرياضية الدولية .   
| ميدالية | الاسم | الجنسية | الألعاب          | الرياضة              | الأحداث                   |
| ------- | --- | ------- | ---------------- | -------------------- | ------------------------- |
| ذهبية   | Alina Zagitova | روسيا   | 2018 بيونج تشانج | تزلج فني على الجليد  | فردي السيدات              |
| ذهبية   | - Sergei Andronov - Alexander Barabanov - بافل داتسيوك - Vladislav Gavrikov - Mikhail Grigorenko - نيكيتا جوسيف - Ilya Kablukov - Sergey Kalinin - كيريل كابريزوف - Bogdan Kiselevich - Vasily Koshechkin - إيليا كوفالتشيوك - Alexey Marchenko - Sergei Mozyakin - Nikita Nesterov - Nikolai Prokhorkin - إيغور شيستيركين - فاديم شيباتشيوف - Sergei Shirokov - Ilya Sorokin - إيفان تيليجين [الإنجليزية] - Vyacheslav Voynov - Egor Yakovlev - Artyom Zub - Andrei Zubarev | روسيا   | 2018 بيونج تشانج | هوكي الجليد          | بطولة الرجال              |
| فضية    | - Mikhail Kolyada - Evgenia Medvedeva - Alina Zagitova - Evgenia Tarasova - فلاديمير موروزوف - ناتاليا زابياكو - Alexander Enbert - إيكاتيرينا بوبروفا - Dmitri Soloviev | روسيا   | 2018 بيونج تشانج | تزلج فني على الجليد  | حدث الفريق                |
| فضية    | Nikita Tregubov | روسيا   | 2018 بيونج تشانج | الزلاجات الصدرية     | بطولة الرجال              |
| فضية    | Aleksandr Bolshunov Aleksey Chervotkin Andrey Larkov دينيس سبيتسوف | روسيا   | 2018 بيونج تشانج | تزلج ريفي            | تتابع ٤ × ١٠ كم رجال      |
| فضية    | Aleksandr Bolshunov دينيس سبيتسوف | روسيا   | 2018 بيونج تشانج | تزلج ريفي            | سباق فريق رجال            |
| فضية    | Evgenia Medvedeva | روسيا   | 2018 بيونج تشانج | تزلج فني على الجليد  | فردي السيدات              |
| فضية    | Aleksandr Bolshunov | روسيا   | 2018 بيونج تشانج | تزلج ريفي            | سباق 50 كم كلاسيكي للرجال |
| برونزية | Semion Elistratov | روسيا   | 2018 بيونج تشانج | التزلج على مسار قصير | 1500 متر رجال             |
| برونزية | Yulia Belorukova | روسيا   | 2018 بيونج تشانج | تزلج ريفي            | سباق السرعة للسيدات       |
| برونزية | Aleksandr Bolshunov | روسيا   | 2018 بيونج تشانج | تزلج ريفي            | سباق السرعة للرجال        |
| برونزية | دينيس سبيتسوف | روسيا   | 2018 بيونج تشانج | تزلج ريفي            | 15 كم حرة رجال            |
| برونزية | Natalya Voronina | روسيا   | 2018 بيونج تشانج | تزلج سريع            | 5000 م سيدات              |
| برونزية | Yulia Belorukova Anna Nechaevskaya ناتاليا نيبرييفا Anastasia Sedova | روسيا   | 2018 بيونج تشانج | تزلج ريفي            | تتابع 4 × 5 كم سيدات      |
| برونزية | Ilya Burov | روسيا   | 2018 بيونج تشانج | تزلج حر              | هوائيات الرجال            |
| برونزية | Sergey Ridzik | روسيا   | 2018 بيونج تشانج | تزلج حر              | تزلج متقاطع رجال          |
| برونزية | Andrey Larkov | روسيا   | 2018 بيونج تشانج | تزلج ريفي            | سباق 50 كم كلاسيكي للرجال |

## الحواشي
1. ↑  The athlete's nationality is listed at the time of the competition.

### اقتباسات
1. ↑  Scharenberg، Swantje (2004). "1940 Olympic Winter Games (Never Held)". في John E. Findling, Kimberly D. Pelle (المحرر). Encyclopedia of the Modern Olympic Movement. Greenwood Publishing Group. ص. 310. ISBN:9780313322785. اطلع عليه بتاريخ 2013-06-16.
2. ↑  Espy 1981, pp.168–9
3. ↑  "Guyana: Olympic tradition". NBC Olympics. NBC. مؤرشف من الأصل في 2012-04-25. اطلع عليه بتاريخ 2012-10-17.
4. ↑  Anderson، Dave (26 يوليو 1976). "James Wilkes [sic] deserved to compete in Olympics". Lethbridge Herald. ص. 12. مؤرشف من الأصل في 2020-11-26.
5. ↑  "James Gilkes: A lost opportunity". Stabroek News. 15 أغسطس 2008. مؤرشف من الأصل في 2018-01-03.
6. ↑  Espy 1981, p.196
7. ↑  "Around the National Olympic Committees: Declaration by 18 European NOCs" (PDF). International Olympic Committee. Lausanne ع. 151: 273. مايو 1980. مؤرشف من الأصل (PDF) في 2018-05-01. اطلع عليه بتاريخ 2016-08-19.
8. ↑  Barker، Philip (يوليو 2010). "The Hidden Legacies of Moscow '80: Changes in Ceremonial and Attitudes" (PDF). ISOH. ج. 18 ع. 2: 32–37. مؤرشف من الأصل (PDF) في 2018-05-01.
9. ↑  The athlete's nationality is listed at the time of the competition.
10. ↑  "Olympics-Kuwait to hoist flag at Games after row resolved". مؤرشف من الأصل في 2015-09-24. اطلع عليه بتاريخ 2012-07-24.
11. ↑  "Indian athletes to compete under Olympic flag at Sochi Games". The Globe and Mail. مؤرشف من الأصل في 2016-09-14. اطلع عليه بتاريخ 2014-01-19.
12. ↑  "Shiva Keshavan qualifies for Sochi Winter Olympics". The Times of India. مؤرشف من الأصل في 2019-08-13. اطلع عليه بتاريخ 2014-01-19.
13. ↑  "International Olympic Committee reinstates India at Sochi after ban". CNN. 11 فبراير 2014. مؤرشف من الأصل في 2018-07-23. اطلع عليه بتاريخ 2014-02-11.
14. ↑  "IOC Executive Board lifts suspension of NOC of India". 21 يوليو 2016. مؤرشف من الأصل في 2020-09-08. اطلع عليه بتاريخ 2016-08-10.
15. ↑  "IOC suspends Kuwait's national Olympic committee". يو إس إيه توداي. 27 أكتوبر 2015. مؤرشف من الأصل في 2019-12-31. اطلع عليه بتاريخ 2015-11-04.
16. ↑  "Suspension of the Kuwait Olympic Committee". الألعاب الأولمبية. 27 أكتوبر 2015. مؤرشف من الأصل في 2020-04-22. اطلع عليه بتاريخ 2015-11-04.
17. ↑  "Independent Olympic Athletes". rio2016.com. مؤرشف من الأصل في 2016-08-15. اطلع عليه بتاريخ 2016-08-03.
18. ↑  "Team of Refugee Olympic Athletes (ROA) created by the IOC". IOC. مؤرشف من الأصل في 2016-05-29. اطلع عليه بتاريخ 2016-03-03.
19. ↑  "Russians, Kenyans to face evaluation for Rio Games spots, IOC chief Thomas Bach says". ABC News. 21 يونيو 2016. مؤرشف من الأصل في 2016-10-07. اطلع عليه بتاريخ 2016-07-22.
20. ↑  Yeung، Peter (10 يوليو 2016). "Rio 2016: Every Russian athlete except Darya Klishina and Yuliya Stepanova rejected from competing at Olympics". ذي إندبندنت. مؤرشف من الأصل في 2019-05-27. اطلع عليه بتاريخ 2016-07-22.
21. ↑  "Decision of the IOC Executive Board concerning the participation of Russian athletes in the Olympic Games Rio 2016". IOC. 24 يوليو 2016. مؤرشف من الأصل في 2020-10-18. اطلع عليه بتاريخ 2016-07-24.
22. ↑  "Background Information to the decision of the IOC Executive Board concerning the participation of Russian athletes in the Olympic Games Rio 2016". 24 يوليو 2016. مؤرشف من الأصل في 2016-07-25. اطلع عليه بتاريخ 2016-07-27.
23. ↑  Gleeson، Matthew. "Russian Darya Klishina training where Australians train ahead of 2016 Rio Olympics". Sydney Morning Herald. مؤرشف من الأصل في 2017-12-24. اطلع عليه بتاريخ 2016-08-01.
24. ↑  "IOC bans Russia from Pyeongchang Olympics, but will allow clean athletes to compete as neutrals". National Post. 5 ديسمبر 2017. اطلع عليه بتاريخ 2017-12-05.
25. ↑  Ruiz، Rebecca؛ Panja، Tariq. "Russia Banned from Winter Olympics by I.O.C." The New York Times. مؤرشف من الأصل في 2020-10-28. اطلع عليه بتاريخ 2017-12-05.
26. ↑  Hobson, Will (5 Dec 2017). "Russia banned from 2018 Olympics for widespread doping program". Washington Post (بالإنجليزية الأمريكية). ISSN:0190-8286. Archived from the original on 2020-10-28. Retrieved 2017-12-05.

## روابط خارجية
- "Olympic Results". International Olympic Committee. مؤرشف من الأصل في 2016-11-08.
- "Individual Olympic Athletes". Olympedia.com. مؤرشف من الأصل في 2024-09-27.
- "Olympic Analytics/IOA". olympanalyt.com. مؤرشف من الأصل في 2023-04-17.